# Place Larue (Edmonton)
Pour les articles homonymes, voir Larue.
La Place Larue (ou Place LaRue) est un quartier principalement commercial situé à l'ouest de la ville d'Edmonton dans la province de l'Alberta.
La Place Larue fut un faubourg d'Edmonton au début du XXe siècle. Son nom vient d'un homme d'affaires, entrepreneur et commerçant franco-albertain Larue qui avec un autre commerçant et entrepreneur du nom de Picard, fondèrent plusieurs magasins généralistes à la fin du XIXe siècle dans la petite cité d'Edmonton et dans d'autres villes de l'Alberta.
Le quartier prit un important développement durant les années 1970 au cours desquelles la population doubla pour atteindre environ deux cents habitants. 
Selon les statistiques canadiennes, la population compte 71 % d'anglophones, 21 % de francophones et 8 % d'allophones.